# Pablo Ferro
Pablo Ferro (Antilla, 15 de janeiro de 1935 - Sedona, 16 de novembro de 2018) foi um designer gráfico cubano-americano, designer de títulos de filmes e fundador da Pablo Ferro Films.
Filho de José Ferro e Isabel Ferro, Pablo Ferro nasceu em Cuba e migrou para Nova York em 1946. Aprendeu sozinho a criar animações usando um livro de Preston Blair, ex-animador da Walt Disney Animation Studios. Iniciou sua carreira nos anos 1950 ao trabalhar como freelancer nos estúdios Academy Pictures Studios e Elektra, em Nova York. Neste período Ferro fez amizade com William Tytla, ex-animador da Walt Disney Animation Studios e Stan Lee.
Pablo Ferro desenvolveu seu estilo como designer gráfico de títulos de filmes e criador de trailers trabalhando com nomes importantes como Stanley Kubrick nos filmes Dr. Strangelove or: How I Learned to Stop Worrying and Love the Bomb e Laranja Mecânica, Jonathan Demme em De Caso com a Máfia e Filadélfia e Hal Ashby em Ensina-Me a Viver, entre outros diretores e filmes. As características mais notáveis do seu trabalho são o corte rápido (quick-cut) e a tipografia manual.
Em 2012 Ferro foi o personagem de um documentário chamado Pablo, do diretor brasileiro Richard Goldgewicht. O documentário conta a vida de Ferro desde a infância em Cuba até o período posterior aos seus trabalhos mais reconhecidos.
Faleceu no dia 16 de novembro de 2018 aos 83 anos, de complicações decorrentes da pneumonia.